# Lämmimeer

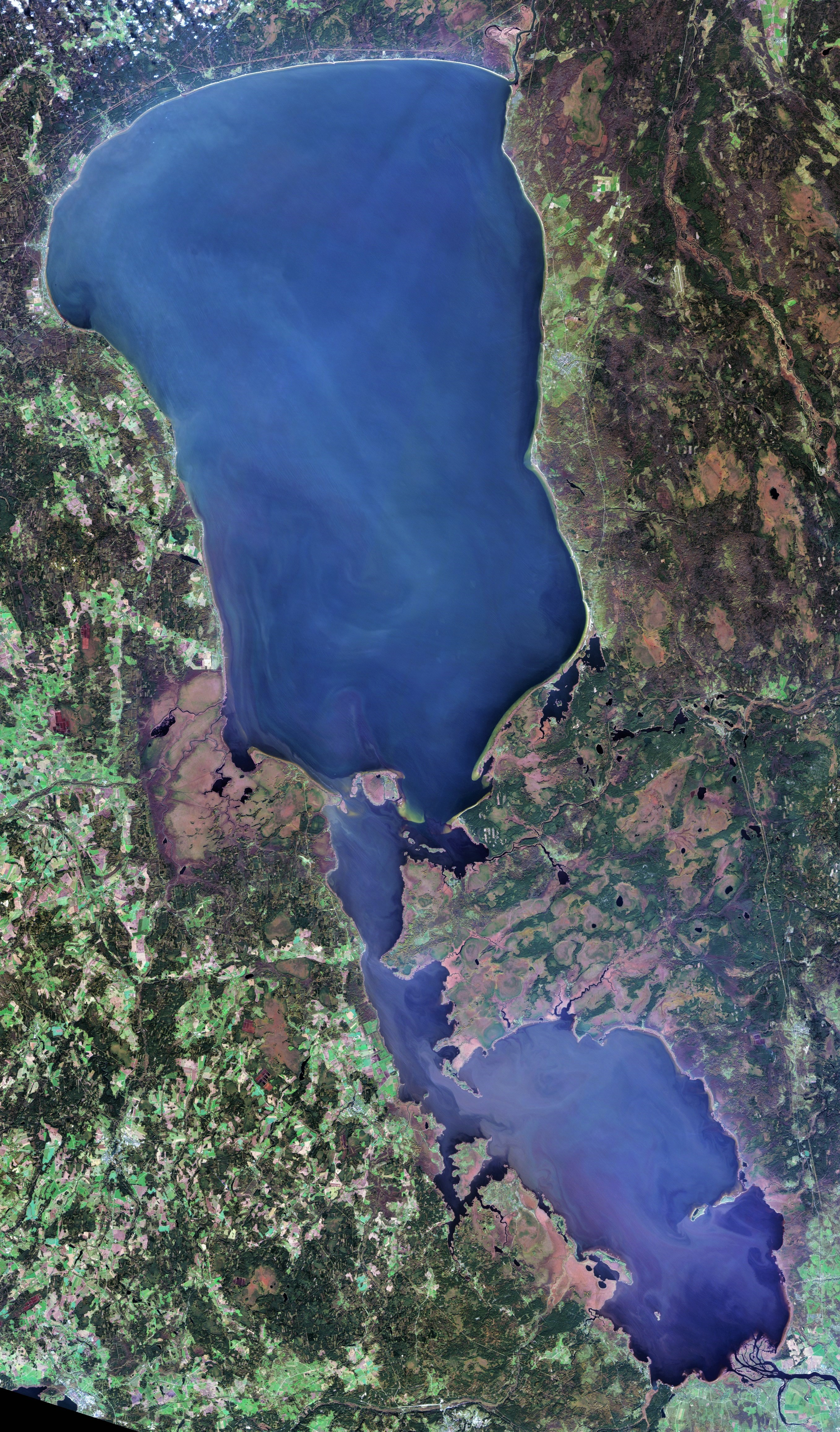
Satellietfoto van het Lämmimeer

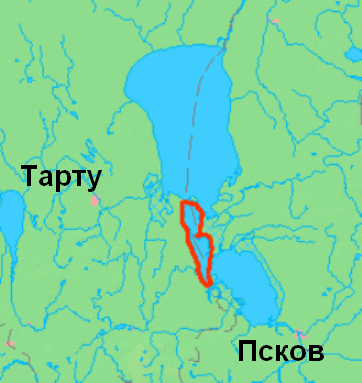
Ligging van het Lämmimeer (rood)

Het Lämmimeer (Estisch: Lämmijärv, Russisch: Тёплое озеро, Tjoploje ozero) is een meer tussen Estland en Rusland. De grens loopt in het midden van het meer. In Estland hoort het bij de provincies Tartumaa en Põlvamaa, en in Rusland bij de oblast Pskov. Het meer gaat in het noorden over in het Peipusmeer waar de grens ook in het midden van het water ligt. In het zuiden gaat het over in het Meer van Pskov, dat vrijwel geheel op Russisch grondgebied ligt. Samen met deze beide meren komt de oppervlakte op 3.555 km², het op vier na grootste meer van Europa.
Het Lämmimeer zelf vormt een rivierachtige verbinding tussen de andere twee meren, met een meetbare stroming in noordelijke richting. Het heeft een langwerpige vorm met een maximumlengte van 30 km, een maximum breedte van 8,1 km en een maximum diepte van 15,3 meter bij Mehikoorma, waar het Lämmimeer in het Peipusmeer uitmondt. Het Lämmimeer meet 236 km², wat 7% van de drie meren samen is, en heeft een volume van 0,6 km³, wat 2% van de drie meren samen is.
De drie meren hebben gezamenlijk een stroomgebied van 48.800 km² (inclusief de meren, 1/3 Estland, 2/3 Rusland), waarbij het water gemiddeld twee jaar in de drie meren verblijft. Het water stroomt uiteindelijk via de rivier de Narva (12,6 km³ per jaar), in het noorden, naar de Finse Golf waar het ongeveer 3% van de watertoevoer naar de Oostzee is.